# Hippodamia variegata
Hippodamia variegata је инсект из реда тврдокрилаца (Coleoptera) и породице бубамара (Coccinellidae).

## Опис
Задњи део главе је црн, предњи део код мужјака бео са две црне тачкице, код женки црн са две беле тачкице. Пронотум је црн и најчешће има две беле тачке по средини белих бочних лукова, мада су некада веће површине пронотума беле. Покрилца су црвена или оранж, са округлим црним тачкама. Дужина дугуљастог тела износи 3–6 mm.

## Распрострањење и станиште
Живи у целој Европи, укључујући острва. Присутна је у целој Србији, чешће у равници него на планинама. Становник је сувих и топлих ливада, радо посећује чкаљ и коприву.

## Рeференце
1. 1 2  Alciphron — врста Hippodamia variegata
2. ↑  Nedvĕd Oldřich,  Djurić Milan (2022). Ladybirds of Europe. Serbia/Czechia: HabiProt. ISBN 978-86-912033-4-4.
3. 1 2  Nedvěd, Oldřich (2020). Brouci čeledi slunéčkovití (Coccinellidae) střední Evropy = Ladybird beetles (Coccinellidae) of Central Europe (Vydání 2., upravené изд.). Praha. ISBN 978-80-200-3023-8. OCLC 1200246356.
4. ↑  „PESI portal - Hippodamia (Hippodamia) variegata Goeze, 1777”. www.eu-nomen.eu. Приступљено 2021-10-18.